# Брикин
Бри́кин (англ. Brechin, гэльск. Breichinn, скотс Brechin) — город на востоке Шотландии. Расположен в округе Ангус, в 14,5 км к западу от Монтроза.
Главными достопримечательностями Брикина являются средневековая круглая башня, подобная тем, которые во множестве разбросаны на территории Ирландии, и кафедральный собор XIII века. Также в городе находится исследовательский центр и музей «Пиктавия», посвящённый истории пиктов.

## Этимология названия
Название города явно содержит в себе кельтские корни, однако его значение, относительно которого существует несколько предположений, точное не определено. Оно может быть связано с именами — вождя друидов Броихана (Broichan) либо полулегендарного валлийского короля Брихана (Brychan). Другая версия связывает название с географическим положением Брикина. Город мог быть назван в честь судного места друидов Брехона (Brehon), либо на основе гэльского слова Bri-achan, что значит «Местность крутых холмов и склонов», или Bruach abhainne, то есть «Берег реки».

## История города
Брикин — город с более чем тысячелетней историей (первые упоминания о Брикине именно как о городе относятся к 970 году, а ранее на его месте находилось поселение пиктов), переживший за время своего существования и взлеты, и падения.
В 1350 году в городе случилась эпидемия чумы. Затем горожане понесли наказание от властей за то, что самовольно установили на рыночной площади крест Меркат-кросс — символ привилегированного статуса Королевского города, которым Брехин не являлся. За этот проступок у города было отобрано право держать рынок. Около 1400 года Брикину вернули право вести торговлю, и на протяжении следующего столетия город процветал. В 1648 году случилась вторая эпидемия чумы, во время которой погибло две трети населения города.
В XIX веке, благодаря основанию текстильного производства, начался быстрый экономический рост Брикина. К 1870 году четыре ткацкие фабрики обеспечивали работой 1400 человек, а в 1895 году через восточную часть города была проложена ветка Каледонской железной дороги. Примерно в это же время в городе открылось несколько пивоварен и винокуренных заводов, один из которых функционирует и по сей день.

## Достопримечательности
В старой части города находится много исторических зданий, относящихся к разным эпохам.

### Круглая башня
Башня Брикина была воздвигнута около 990 года и имеет явное сходство с круглыми башнями Ирландии. Её высота равна 26 м, диаметр основания — 4,5 м. Первоначально башня была увенчана круглой конической крышей, но в более позднее время её заменили на восьмигранную крышу со шпилем. Внутри башня разделена на шесть ярусов. Вход расположен в западной части стены и устроен характерно для построек такого типа — дверь поднята на некоторое расстояние над уровнем земли. Под самой крышей в стене вырублены окна, обращенные на четыре стороны света.
Башня Брикина — уникальный памятник архитектуры раннего Средневековья. В Шотландии сохранилось всего два подобных сооружения (вторая круглая башня Шотландии находится в деревне Абернети, область Перт-энд-Кинросс).
Назначение круглых башен точно не установлено. Существует версия, что башни строились в оборонительных целях — во время набегов викингов внутри могли укрываться местные жители. В пользу этого предположения говорит поднятый порой на несколько метров от основания вход. По другой версии (поскольку часто рядом стояла церковь или монастырь) у таких башен было религиозное предназначение — они выполняли функцию своего рода колоколен, откуда церковнослужители созывали народ на молитву. Вероятно, в зависимости от ситуации, башни могли чередовать оба назначения.
Наконец, определенную популярность в среде исследователей получило и третье предположение о назначении этих строений. Не исключено, что в подражание Симеону Столпнику в башнях запирались аскеты-отшельники для покаяния и молитвы.

### Кафедральный собор
В Брикине находится средневековый кафедральный собор, построенный на месте кельтского храма, ранее составлявшего единый комплекс с Брикинской башней. Первые записи о существовании храма относятся к концу X века, когда король Шотландии Кеннет II (правил в 971—995 гг.) даровал церковникам земли в этих краях и велел заложить в Брикине монастырь. Основанная церковь стала центральным оплотом монашеского ордена кальдов, влияние которого вскоре распространилось в Кинкардиншире и Ангусе.
В середине XII века король Давид I (правил в 1124—1153 гг.) направил в город католического епископа Самсона и наделил Брикин статусом столицы епархии Ангуса. Затем, в 1225 году, на месте кельтского храма был воздвигнут готический кафедральный собор, который в течение последующих полутора столетий несколько раз достраивался и в таком виде сохранился до наших дней. После Реформации собор был заброшен и постепенно обветшал, однако гораздо бо́льший ущерб ему нанесли реставрационные работы 1806 году, во время которых был поврежден алтарь и разрушены боковые часовни. Кроме того, было накрыто потолком помещение нефа, а боковые галереи перестроили таким образом, чтобы они вмещали больше верующих.
Реставрационные работы были проведены вторично в 1900—1902 годах, и на этот раз зданию почти полностью вернули первоначальный облик. Кроме того, собор был украшен великолепными цветными витражами работы многих известных художников начала XX века, в том числе из мастерской английского художника Уильяма Морриса.

### Замок
В окрестностях города расположен построенный в XVII веке замок Брикин, которым владеет Джеймс Хьюберт Рамсей, 17-й граф Далхауси, вождь кланов Рамсей из Далхауси и Мол. Замок окружен садами, раскинувшимися на территории общей площадью около 223 км².

### Институт механики
В 1838—1839 годах в городе был основан Институт механики (англ. The Mechanics Hall), построенный в тюдоровском стиле по проекту местного архитектора Джона Хендерсона. Институт был предназначен для обучения и повышения квалификации рабочих и состоял из трех факультетов и библиотеки.

### Богадельня
Неподалёку от кафедрального собора находятся развалины старинной богадельни, основанной в 1267 году.

## Известные уроженцы
- Роберт Уотсон-Уотт (1892—1973) — известный шотландский ученый, изобретатель радара. Потомок знаменитого изобретателя-механика Джеймса Ватта.